# Thelma Ritter
Thelma Ritter (Brooklyn, Nova York, 14 de febrer de 1902 − Nova York, 5 de febrer de 1969) va ser una actriu estatunidenca.

## Biografia[1]
Ritter va néixer a Brooklyn, Nova York. Després d'aparèixer en obres de teatre juvenils, va rebre classes d'interpretació en l'American Academy of Dramatic Arts. Va estar treballant en els escenaris fins que va decidir formar una família, encara que anys més tard va tornar a interpretar, ja a començaments dels anys 1940.
La primera pel·lícula de Ritter va ser Miracle al carrer 34 (1947). Al llarg de la seva carrera, Ritter va ser nominada sis vegades als Oscar, encara que mai no en va rebre cap. Per aquest fet, juntament amb Deborah Kerr, és l'actriu que més vegades ha estat nominada a un Premi Oscar d'interpretació i mai no l'ha guanyat.
El 1954, va copresentar la cerimònia al costat de l'actor Bob Hope. Potser els papers més recordats de Ritter siguin el d'infermera de James Stewart a la pel·lícula La finestra indiscreta (1954) i el de la devota criada de Bette Davis a All About Eve (1950).
Poc després d'aparèixer a The Jerry Lewis Show el 1968, Thelma Ritter va patir un atac de cor que va posar fi a la seva vida.

## Filmografia[3]
- 1947: Miracle on 34th Street de George Seaton: mare de Peter
- 1947: Call Northside 777 de Henry Hathaway
- 1949: A Letter to Three Wives de Joseph L. Mankiewicz: Sadie Dugan
- 1949: City Across the River de Maxwell Shane: Mrs. Cusack
- 1949: Father Was a Fullback: Geraldine
- 1950: Perfect Strangers: Lena Fassler
- 1950: I'll Get By: Miss Murphy
- 1950: Tot sobre Eva: Birdie Coonan
- 1951: The Mating Season de Mitchell Leisen: Ellen McNulty / Ellen "la Dama"
- 1951: As Young as You Feel: Della Hodges
- 1951: The Model and the Marriage Broker: Mae Swasey
- 1952: With a Song in My Heart: Clancy
- 1953: Titanic: Maude Young
- 1953: The Farmer Takes a Wife: Lucy Cashdollar
- 1953: Pickup on South Street: Moe
- 1954: La finestra indiscreta (Rear Window): Stella
- 1955: Daddy Long Legs: Alicia Pritchard
- 1955: Lucy Gallant: Molly Basserman
- 1956: The Proud and Profane: Kate Connors
- 1959: Milionari d'il·lusions: Sophie Manetta
- 1959: Pillow Talk: Alma
- 1961: Vides rebels (The Misfits) de John Huston: Isabelle Steers
- 1961: The Second Time Around: Aggie
- 1962: L'home d'Alcatraz: Elizabeth Stroud
- 1962: La conquesta de l'Oest: Agatha Clegg
- 1963: For Love or Money: Chloe Brasher
- 1963: Samantha de Melville Shavelson: Leena
- 1963: Move Over, Darling de Michael Gordon: Grace Arden
- 1965: Boeing Boeing de John Rich: Bertha
- 1967: The Incident de Larry Peerce: Bertha Beckerman
- 1968: Què hi ha de dolent a ser feliç? (What's So Bad About Feeling Good?) de George Seaton: Madame Schwartz

## Premis i nominacions

### Nominacions
- 1951: Oscar a la millor actriu secundària per Tot sobre Eva
- 1951: Globus d'Or a la millor actriu secundària per Tot sobre Eva
- 1952: Oscar a la millor actriu secundària per The Mating Season
- 1952: Globus d'Or a la millor actriu secundària per The Mating Season
- 1953: Oscar a la millor actriu secundària per With a Song in My Heart
- 1954: Oscar a la millor actriu secundària per Pickup on South Street
- 1956: Primetime Emmy a la millor actriu secundària per Goodyear Television Playhouse
- 1960: Oscar a la millor actriu secundària per Pillow Talk
- 1963: Oscar a la millor actriu secundària per L'home d'Alcatraz
- 1966: Globus d'Or a la millor actriu secundària per Boeing, Boeing